# 热利科·尼姆什
热利科·尼姆什（1950年4月22日—），克罗地亚前男子手球运动员。他曾代表南斯拉夫国家队参加1976年夏季奥林匹克运动会手球比赛，获得第五名。